# Greg Ginn

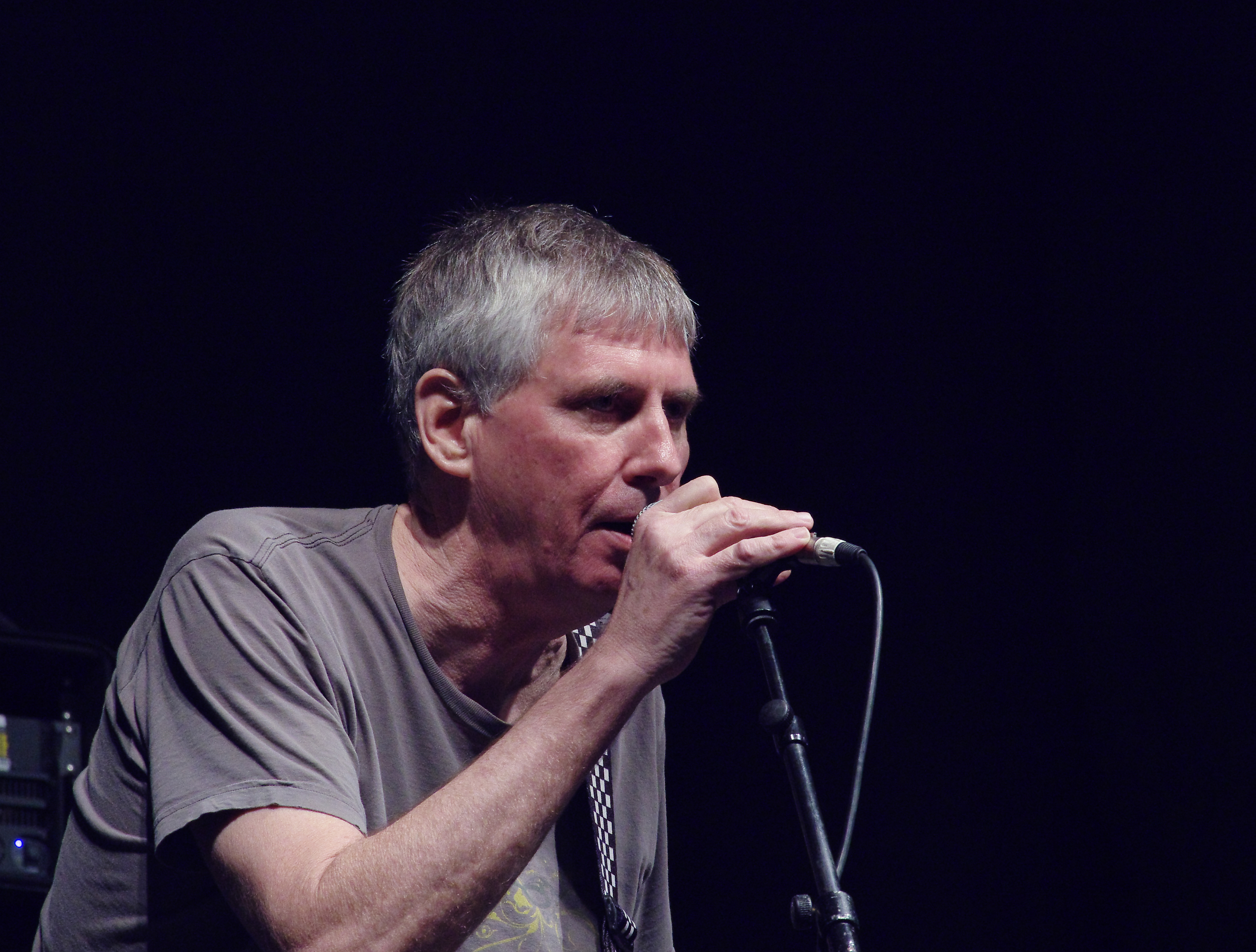
Greg Ginn in 2013, live met Black Flag

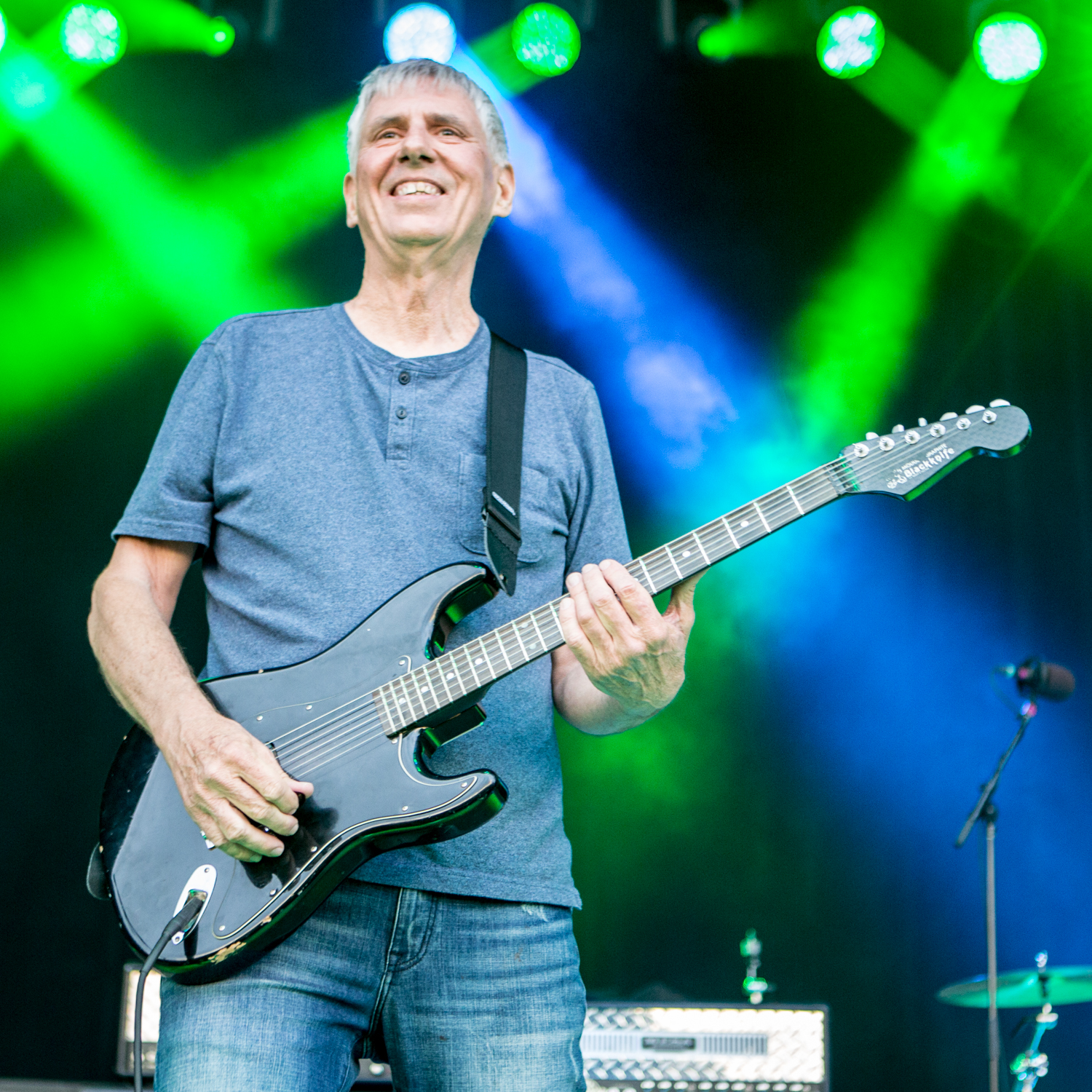
Greg Ginn in 2019

Greg Ginn (Gregory Regis Ginn), (8 juni 1954), is een Amerikaans gitarist, songwriter, muziekproducent en zanger en tevens de oprichter van de hardcore punkband Black Flag, waar hij bandleider was, gitarist, songwriter en enige vaste bandlid, van 1976 tot en met 1986 en in 2003 en 2013.
De ruige optredens van Black Flag waren voor Ginn aanleiding de band, waarin Henry Rollins op dat moment de zanger was, in 1986 op te heffen. Er waren vaak vechtpartijen in het publiek en soms met de band en de politie. In 2003 en 2013 kwam Black Flag weer tijdelijk bij elkaar.
Na Black Flag maakte Ginn een paar soloalbums en trad hij op met een hele reeks bands, waaronder October Faction, Gone en Mojack.
Ginn is eigenaar van een onafhankelijk platenlabel, op Texas gebaseerd, met de naam SST Records. Dit label begon ooit als een bedrijfje in elektronica en groeide uit tot een label met namen als Sonic Youth, Soundgarden en Dinosaur Jr.. Ook staat Ginn op plaats 99 van Rolling Stone, in de lijst De 100 beste gitaristen aller tijden. Ginn was ook verantwoordelijk voor een aantal soundtracks van documentaires, voor zowel de muziek zelf als het schrijven van muziek.
Greg Ginn is de oudere broer van Raymond Ginn, als kunstenaar bekend onder de naam Raymond Pettibon.

## Discografie

### Black Flag
- Nervous Breakdown ep (SST Records, 1978)
- Jealous Again ep (SST Records, 1980)
- Six Pack ep single (SST Records, 1981)
- Louie, Louie single (Posh Boy Records, 1981)
- Damaged elpee (SST Records/Unicorn Records, 1981)
- TV Party ep-single (SST Records/Unicorn Records, 1981)
- Everything Went Black dubbelelpee (SST Records, 1983)
- The First Four Years compilatie-elpee (SST Records, 1983)
- My War lp (SST Records, 1983)
- Family Man elpee (SST Records, 1984)
- Slip It In elpee (SST Records, 1984)
- Live '84 live cassette (SST Records, 1984)
- Loose Nut elpee (SST Records, 1985)
- The Process Of Weeding Out ep (SST Records, 1985)
- In My Head elpee (SST Records, 1985)
- Who's Got the 10½? live elpee (SST Records, 1986)
- Annihilate This Week live ep (SST Records, 1987)
- I Can See You ep (SST Records, 1989)
- What The... lp (SST Records, 2013)

### Solo
- Getting Even elpee (Cruz Records, 1993)
- Dick elpee (Cruz Records, 1993)
- Payday ep (Cruz Records, 1993)
- Don't Tell Me ep (Cruz Records, 1994)
- Let It Burn (Because I Don't Live There Anymore) elpee (Cruz Records, 1994)
- Bent Edge elpee (SST Records, 2007) - met The Taylor Texas Corrugators
- Goof Off Experts elpee (SST Records, 2008) - met The Taylor Texas Corrugators
- Freddie 7" single (Electric Cowbell, 2010) - met The Taylor Texas Corrugators
- Legends of Williamson County elpee (SST Records, 2010) - met The Taylor Texas Corrugators

### October Faction
- October Faction live elpee (SST Records, 1985)
- Second Factionalization elpee (SST Records, 1986)

### Tom Troccoli's Dog
- Tom Troccoli's Dog elpee (SST Records, 1985)

### Gone
- Let's Get Real, Real Gone For A Change elpee (SST Records, 1986)
- Gone II - But Never Too Gone! elpee (SST Records, 1986)
- Criminal Mind elpee (SST Records, 1994)
- Smoking Gun remix ep (SST Records, 1994)
- All The Dirt That's Fit To Print elpee (SST Records, 1994)
- Damage Control remix ep (SST Records, 1995)
- Best Left Unsaid elpee (SST Records, 1996)
- Country Dumb elpee (SST Records, 1998)
- The Epic Trilogy dubbel-cd (SST Records, 2007)

### MinuteFlag
- MinuteFlag ep (SST Records, 1986)

### Bias
- Model Citizen cd (SST Records, 1997)

### Get Me High
- Taming The Underground cd (SST Records, 1997)

### Mojack
- Merchandizing Murder cd (SST Records, 1995)
- Home Brew cd (SST Records, 1997)
- Rub-A-Dub cd (SST Records, 2003)
- Under The Willow Tree cd (SST Records, 2007)
- The Metal years cd (SST Records, 2008)

### Hor
- House cd (SST Records, 1995)
- Slo N' Sleazy cd (SST Records, 1996)
- A Faster, More Aggressive Hor cd (SST Records, 1998)
- How Much? cd (SST Records, 2003)
- Culture Wars cd (SST Records, 2010)

### Rollins Band
- Rise Above, benefietalbum voor The West Memphis Three, (2002)

### Fastgato
- Feral cd (SST Records, 2003)

### Confront James
- Test One Reality cd (SST Records, 1995)
- Just Do It cd (SST Records, 1995)
- Ill Gotten Hatred cd (SST Records, 1996)
- Chemical Exposure cd (SST Records, 1996)
- Black Mountain Bomb cd (SST Records, 1997)
- We Are Humored cd (SST Records, 2003)

### El Bad
- Bad Motherfucker cd (SST Records, 1996)
- Trick Or Treat cd (SST Records, 1997)

### Killer Tweeker Bees
- Tweaker Blues cd (SST Records, 1997)

### The Perfect Rat
- Endangered Languages cd (Alone Records, 2007)

### Jambang
- Connecting cd (SST Records, 2008)
- 200 Days in Space dvd (SST Records, 2010)

### Ten East
- The Robot's Guide to Freedom cd (Lexicon Devil, 2008)

## Als producer

### Minutemen
- Paranoid Time ep (SST Records, 1980)

### SWA
- Your Future (If You Have One) elpee (SST Records, 1985)

### Rig
- Belly To The Ground elpee (Cruz Records, 1994) producer + gast

## Als gast

### Lawndale
- Sasquatch Rock elpee (SST Records, 1987)

### Hotel X
- Uncommon Ground cd (SST Records, 1996)

### Libyan Hit Squad
- Full Circle ep (Ripping Records, 2010)

- Bibsys: 5035272
- International Standard Name Identifier: 0000 0003 6277 9673
- Library of Congress Control Number: no2004121601
- MusicBrainz: 4f35de64-27ab-4426-95fd-8d454cda4e48
- Virtual International Authority File: 225504802
- WorldCat: E39PBJjxx9MgJX3pwpRCdQkYyd